# Potidée
Potidée (en grec ancien Ποτίδαια / Potidaia) est une colonie fondée par les Corinthiens vers 600 avant notre ère sur l'isthme de Pallène, pointe occidentale de la Chalcidique, en Thrace.
Lors de la seconde guerre médique, en décembre 480 av. J.-C., l'armée perse d'Artabaze, général de Xerxès Ier, marche contre Potidée et Olynthe révoltées contre les Perses. Elle prend Olynthe et massacre les habitants mais échoue devant Potidée après trois mois de siège, notamment en raison d’un tsunami qui emporte cette armée.
En 432 avant notre ère s'y déroula, entre Athéniens et Corinthiens, alliés de la cité, la bataille de Potidée.
Philippe II de Macédoine détruisit la cité en 356 avant notre ère, chassa ses habitants et donna leur territoire aux voisins Olynthiens (dont il détruisit aussi la cité et qu'il vendit comme esclaves en 348 avant notre ère). Cassandre bâtit une nouvelle ville sur son territoire. Il la baptisa Cassandrée.